# Malolánské
Malolánské je malá vesnice, část města Dašice v okrese Pardubice. Nachází se asi 3 km na západ od Dašic. V roce 2009 zde bylo evidováno 8 adres. K 1. 1. 2011 zde trvale žilo 28 obyvatel.
Malolánské leží v katastrálním území Zminný o výměře 3,9 km2.

## Fotogalerie

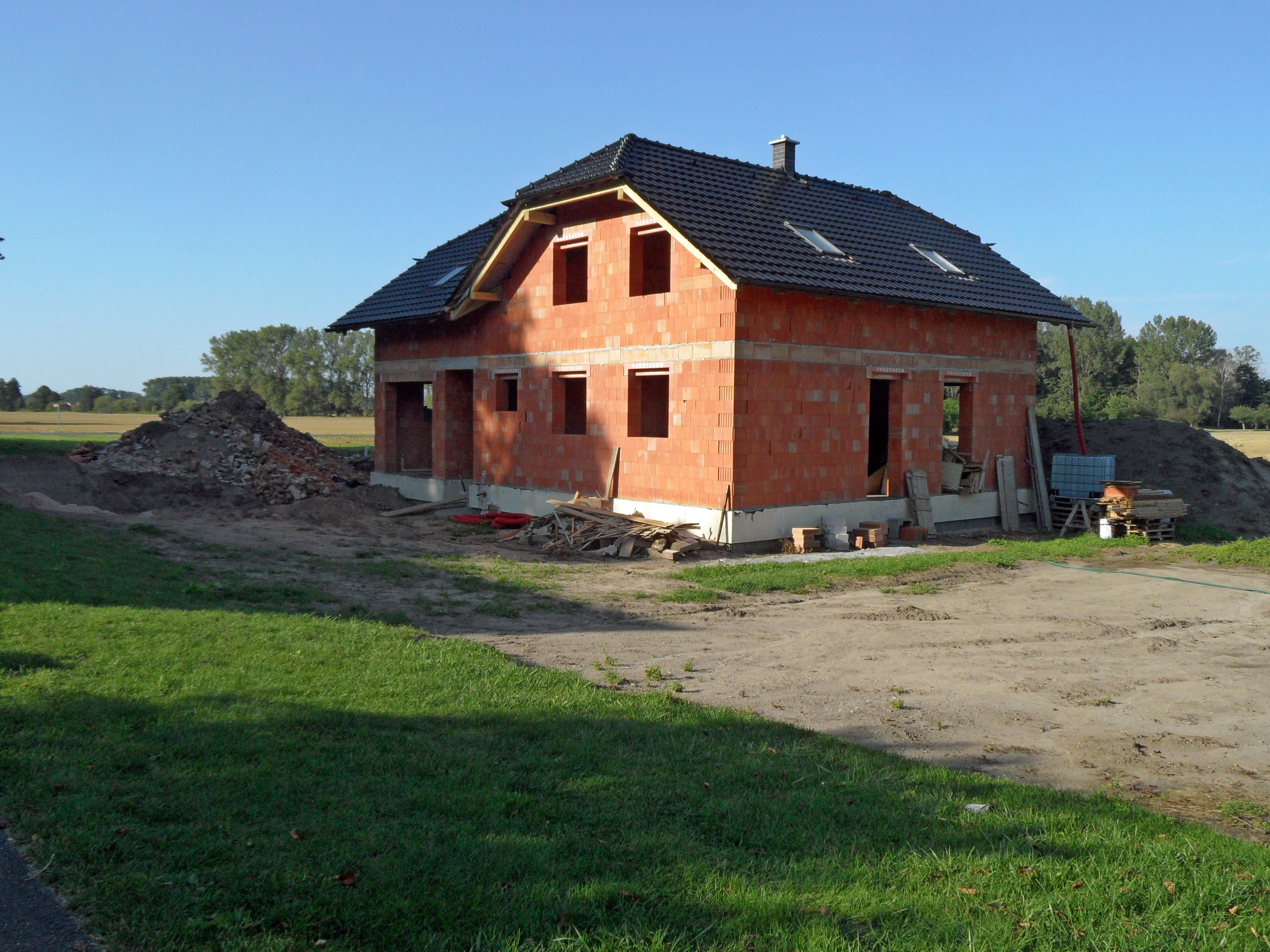
Rozestavěný dům
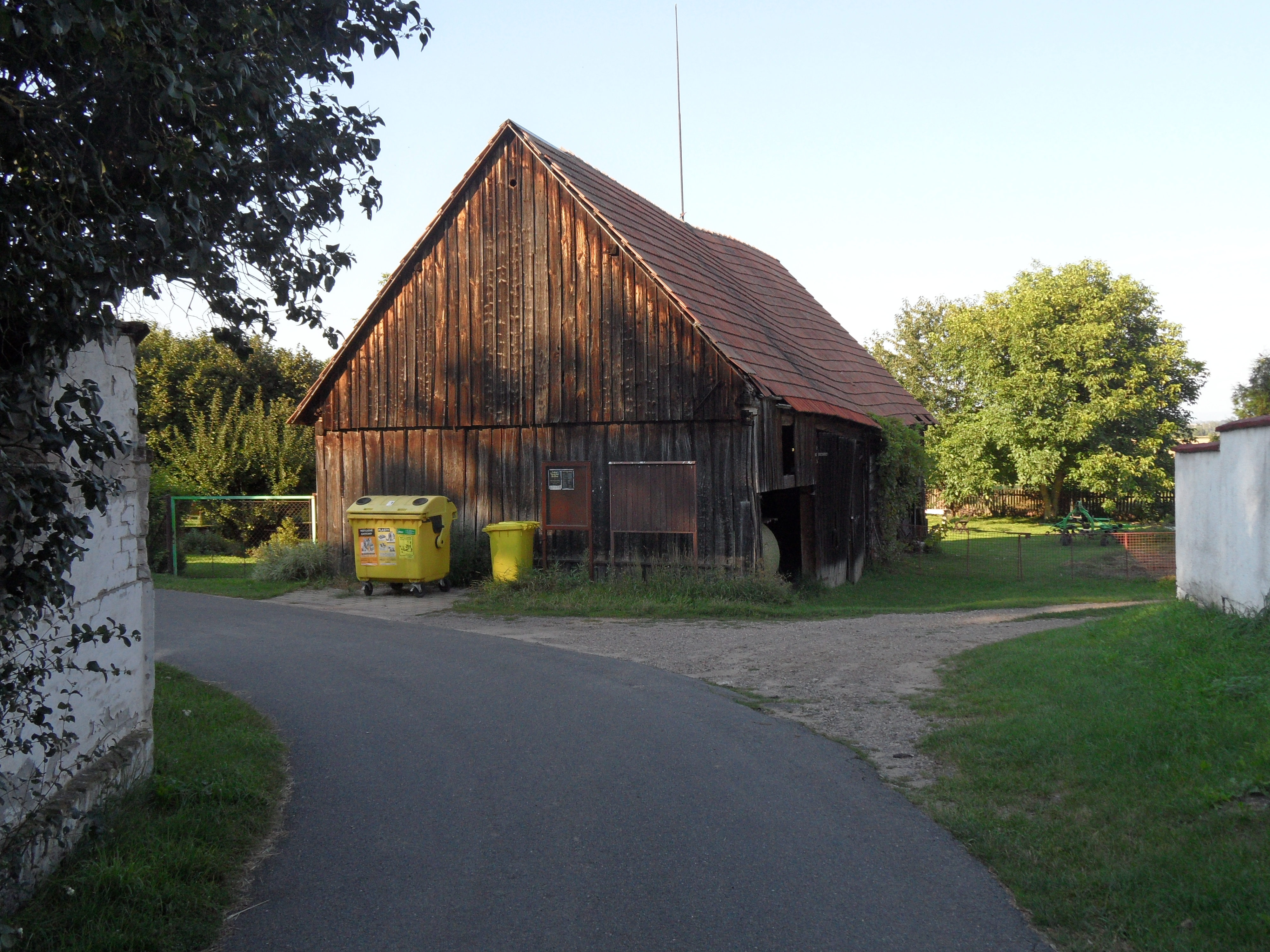
Stavení
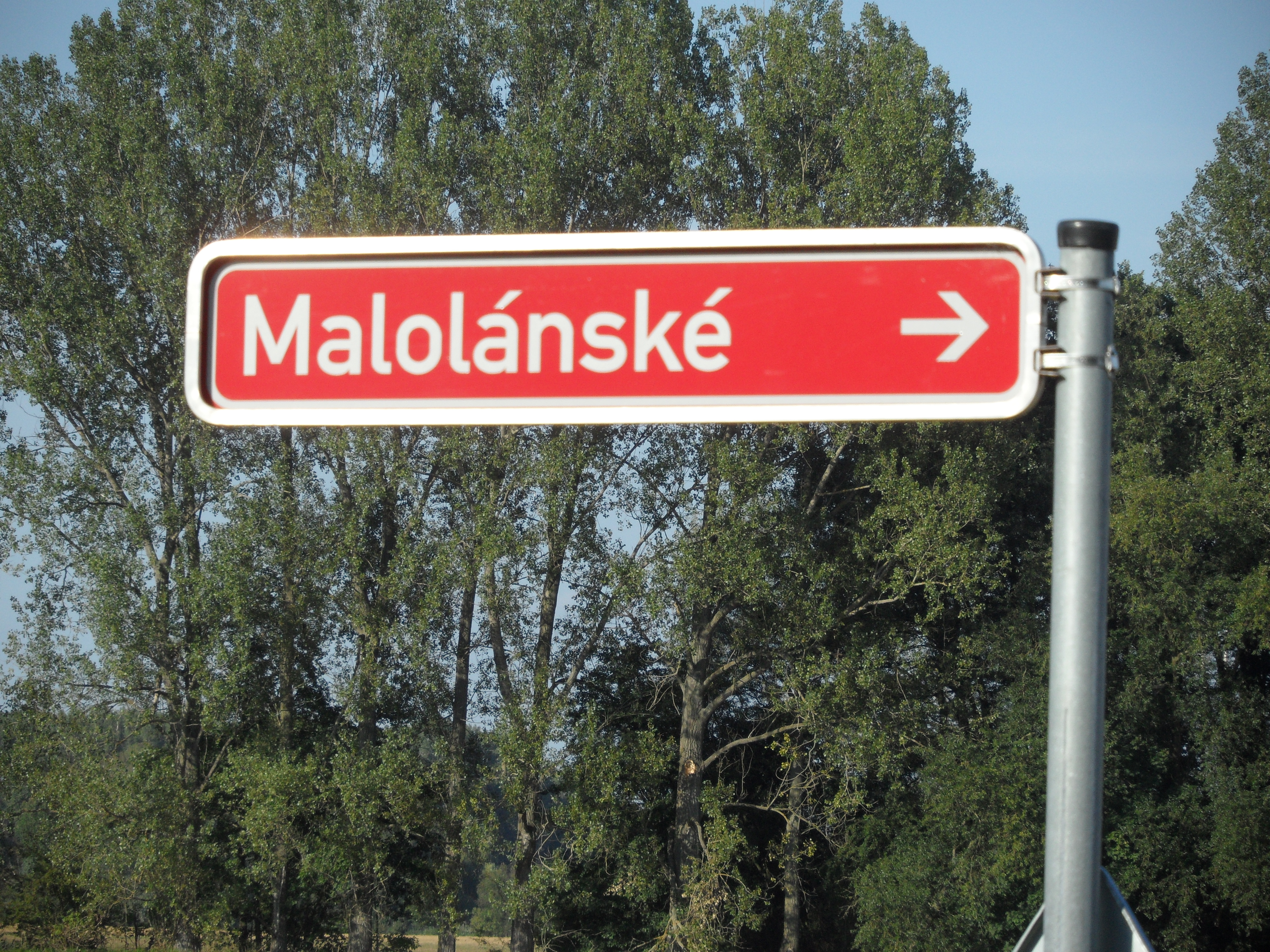
Odbočka do osady